# Lucy Beatrice Moore

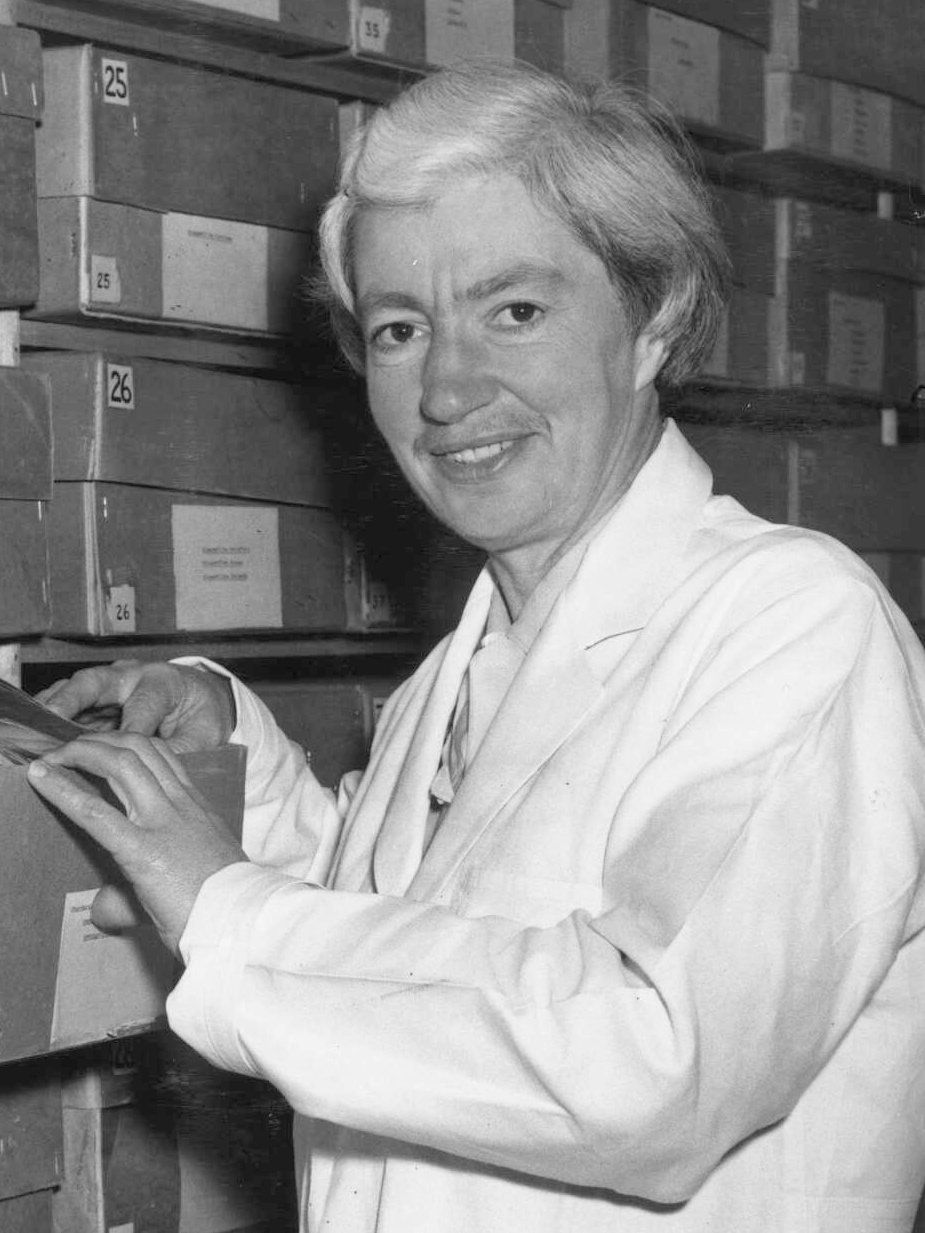
Lucy Beatrice Moore (1959)

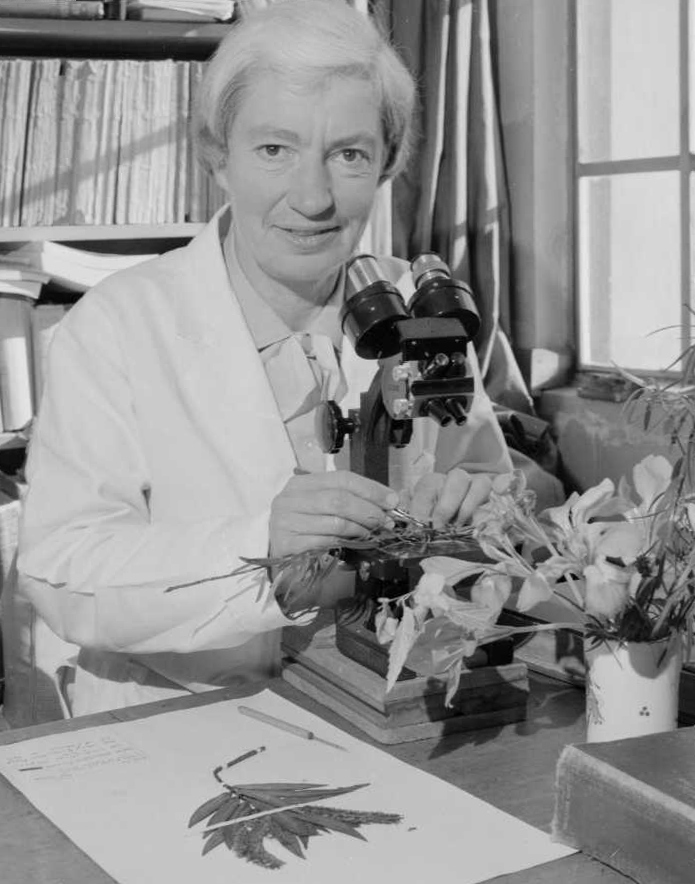
Lucy Beatrice Moore (1959)

Lucy Beatrice Moore MBE (* 14. Juli 1906 in Warkworth, Rodney District, Neuseeland; † 9. Juni 1987 in Orewa, Rodney District, Neuseeland) war eine neuseeländische Botanikerin.

## Leben
Lucy Beatrice Moore wurde am 14. Juli 1906 als fünftes von acht Kindern der Eheleute Janet Morison und Harry Blomfield Moore in Warkworth, im nördlichen Teil des damaligen Rodney District, geboren. Ihr Vater, der auch Naturalist und der örtliche Bibliothekar war, züchtete auf seiner Huamara-Farm Geflügel und baute Obst an, für seine Tochter Lucy wohl die besten Voraussetzungen für ihr späteres Leben.
Lucy Moore besuchte die Grundschule in Warkworth und ab dem Jahr 1920 die Epsom Girls’ Grammar School in Auckland, die gerade gegründet war. Ab der vierten Klasse wurde sie dort bereits in Botanik unterrichtet und da Moore über ihre Stärken in Sprachen und Naturwissenschaften ein Junior-Stipendium gewann, schrieb sie sich nach Schulabschluss für ein Studium an dem Auckland University College ein, das später den Status einer Universität bekam. 1929 schloss sie ihr Studium mit einer Arbeit über den Wurzelparasiten Dactylanthus mit einem Master-Grad ab. 1930 und 1931 bekam sie das Duffus Lubecki Scholarship für weitere Forschungen und begann im Jahr 1932 als Demonstratorin in Zoologie am Auckland University College zu arbeiten.
1935 folgte eine zehnmonatige Reise nach Großbritannien und Europa, wo sie botanische Kongresse in London und Amsterdam besuchte und kurzzeitig an den meeresbiologischen Stationen Kristineberg in Schweden und Plymouth in England, des University College London arbeitete.
Zurück in Neuseeland blieben ihre Versuche, eine Stelle an neuseeländischen Universitäten zu bekommen, erfolglos. Doch 1938 hatte sie die Chance, am Department of Scientific and Industrial Research (DSIR) eine Stelle in der Abteilung für Botanik zu bekommen. In Folge war sie in verschiedenen Forschungsaufträgen im Land aktiv, auch an der Erforschung der Algen an Neuseelands Küsten, die den für Neuseeland wichtigen Stoff Agar enthielten. Sie blieb für eine Weile bei den Algen und veröffentlichte später das Werk Plants of the New Zealand Coast, das 1963 erschien.
1953 bekam Moore den Auftrag, den kränkelnden Biologen Harry Howard Allan bei der Erstellung eines umfassenden Nachschlagewerkes zu unterstützen. Als dieser im Jahr 1957 verstarb, wurde ihr die alleinige Verantwortung für das Werk zuteil. Als Resultat ihrer Arbeit wurde im Jahr 1961 der erste Band des Sammelwerks Flora of New Zealand veröffentlicht, allerdings unter dem Autorennamen Harry Howard Allan. 1960 folgte sie der Abteilung für Botanik, die ihren Wirkungsbereich nach Lincoln verlegt hatte. Dort arbeitete sie zusammen mit Elizabeth Edgar an dem zweiten Band des Werkes Flora of New Zealand, der 1970 erschien.
Im Jahr 1971 ging Moore offiziell in den Ruhestand, blieb aber bis in das Jahr 1980 hinein in Lincoln tätig. 1976 gab sie The final grassland ecology bulletin heraus und im gleichen Jahr The changing vegetation of Molesworth station, New Zealand, 1944 to 1971. 1978 folgte das Oxford book of New Zealand plants zusammen mit J. B. Irwin als Illustrator.
Im Jahr 1980 zog sie zurück nach Warkworth, um sich um ihren Bruder bis zu seinem Tod zu kümmern. Sie war fortan für die Royal Forest and Bird Protection Society of New Zealand aktiv und kümmerte sich um die Belange des Naturschutzes im Rodney District. 1986 hielt sie die erste Lucy Moore Cranwell Vorlesung für die Auckland Botanical Society. Als letztes schrieb sie die Geschichte der Warkworth Public Library.
Am 9. Juni 1987 starb Lucy Beatrice Moore in einem Altersheim in Orewa. Ihr Leichnam wurde eingeäschert.

## Lucy-Beatrice-Moore-Preis
Der Lucy Beatrice Moore Prize in Environmental Science wurde im Jahr 2005 von Neil McEnteer und Kathryn Moore ins Leben gerufen, um Kathryns Großtante Lucy Beatrice Moore, ihres Engagements und ihrer wissenschaftlichen Arbeit zu gedenken. Der Zweck des Preises besteht darin, das Studium in Umweltwissenschaften zu fördern, und wird jährlich mit 1000 NZ$ dotiert.

## Auszeichnungen
- 1945 – wurde sie in den exklusiven Club der Linnean Society of London aufgenommen.
- 1959 – erhielt sie den Mitgliedschaftsrang (MBE) des Order of the British Empire.
- 1963 – von der University of Canterbury bekam sie den Doctor of Science (DSc) für ihre Forschung im Bereich der Kräuter verliehen.
- 1965 – wurde sie von der Royal Society Te Apārangi mit der Hutton Memorial Medal geehrt.
- 1974 – bekam sie die Sir Ernest Marsden Medal für ihre Verdienste in der Wissenschaft von der New Zealand Association of Scientists überreicht.

## Werke

### Als alleinige Autorin
- 1963 – Plants of the New Zealand Coast. Paul's Book Arcade, Auckland 1963 (englisch).
- 1976 – The final grassland ecology bulletin
- 1976 – The Changing Vegetation of Molesworth Station, New Zealand, 1944 to 1971. Hrsg.: New Zealand Department of Scientific and Industrial Research. Bulletin 217, 1976 (englisch).

### Als Co-Autorin
- 1970 – Lucy Beatrice Moore, Elizabeth Edgar: Flora of New Zealand. Volume II. Government Printer, Wellington 1970 (englisch).
- 1979 – Lucy Beatrice Moore, J. B. Irwin: The Oxford Book of New Zealand Plants. Oxford University Press, 1979, ISBN 978-0-19-558035-8 (englisch).